# Византийские эмали (книга)
«История и памятники Византийской эмали: Из собрания А. В. Звенигородского» (1892) — искусствоведческая монография и научный комментарий к собранию византийских эмалей петербургского мецената и коллекционера Александра Звенигородского, написанная византинистом и историком искусств Никодимом Павловичем Кондаковым.
Входит в число самых дорогих книг в истории русского книгопечатания и является «венцом» русского стиля в книгоиздании. В историю европейского книгопечатания «Византийские эмали» вошли как «русское чудо» и «книга в княжеском уборе». Как научная работа, это сочинение Н. П. Кондакова по объёму информации и изложению сохраняет свою ценность и актуальность.

## История создания книги

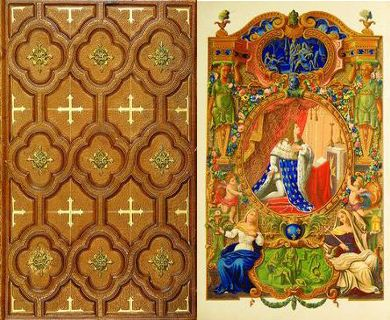
«L’Imitation de Jésus-Christ», Париж, 1855

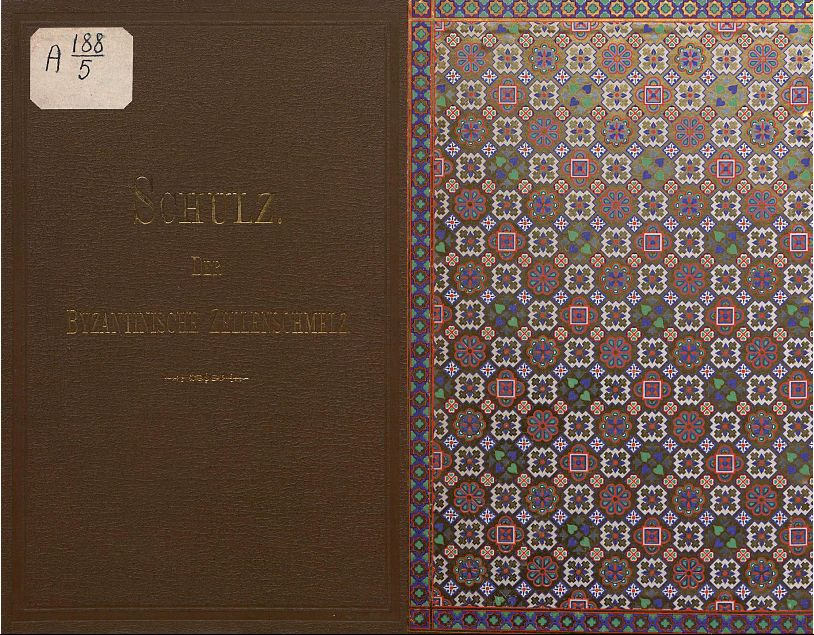
«Византийская перегородчатая эмаль патера Иоганна Шульца», 1890
(обложка и форзац)

Издание было задумано Александром Звенигородским как роскошный подарок коронованным особам и известным книгохранилищам. Образцом послужила книга «L’Imitation de Jésus-Christ» («О подражании Христу»), изданная в 1855 году в Париже по указанию императора Наполеона III ко Всемирной выставке для прославления Франции. Это роскошное издание было разослано во все страны мира и вызвало интерес в научном и художественном мире. Звенигородский хотел, чтобы его книга художественно-полиграфическим оформлением затмила французскую. Книга имела два предшествующих ей издания, выпущенных на немецком языке.
Коллекция эмалей Звенигородского сформировалась к середине 1880-х годов. В 1884 году, находясь на длительном лечении в Ахене, он выставил её в городском музее, и экспозиция «послужила поводом к нескольким солидным и в высшей степени симпатичным оценкам…». После этого коллекционер предпринял первую попытку издать её описание, которое должно было быть, по его замыслу, одновременно научным и доступным любому читателю. В 1884 году тиражом 100 экземпляров на немецком языке в типографии Рудольфа Барта вышла книга «Византийские эмали из собрания А. Звенигородского, выставленные им в городском музее Ахена», текст для которой написал капеллан церкви Святого Адальберта в Ахене Иоганн Шульц. Книга была издана с 14 чёрно-белыми фотолитографиями, в марокеновом переплёте, форзацами типа «павлинье перо» и шёлковой закладкой — ляссе.
Пастор Шульц после положительных рецензий научного сообщества продолжил работу над описанием коллекции Звенигородского. За его счёт он совершил путешествие по Германии, Бельгии, Италии и Франции для ознакомления с европейскими собраниями, а все значимые русские труды по эмалям по указанию Звенигородского были специально переведены на немецкий язык для работы с ними Шульца. Однако в связи с тем, что Шульц был специалистом по рейнской и лиможской выемчатой эмали, а не византийской перегородчатой, то Звенигородский не был удовлетворён его работой. Несмотря на это, после смерти Шульца его незаконченный труд из уважения к автору был издан Звенигородским в 1890 году. Книга «Византийская перегородчатая эмаль патера Иоганна Шульца» была напечатана тиражом 300 нумерованных экземпляров в типографии Августа Остеррита во Франкфурте-на-Майне. Издание было оформлено в коричневый коленкоровый переплёт с золотым тиснением, орнаментированными форзацами и обрезом, крашенным под «павлинье перо».
После двух немецких изданий Звенигородский приступил к работе над новым русским изданием описания своей коллекции. Его куратором стал Владимир Стасов, который привлёк для оформления архитектора Ивана Ропета, который при работе «дал волю своей безудержной любви ко всему узорчатому». Для описания своего собрания Звенигородский, по совету Стасова, пригласил уже известного на тот момент русского византиниста и главного хранителя Эрмитажа Никодима Кондакова. После раздумий Кондаков согласился при условии, что написанный им труд будет посвящён не только собранию Звенигородского, но будет описывать также в целом историю и технологию византийской эмали, а материал коллекции Звенигородского будет использован как дополнение. В письме из Австрии 20 ноября 1886 года Звенигородский писал Кондакову:
Вы… отгадали мою мысль, чтобы книга об эмалях не была истолкованием только моих эмалей, но всего вопроса о византийских эмалях – их происхождения, истории, значения в истории искусства и т. д.
 Ещё раз, принося Вам мою сердечную благодарность за то, что Вы согласились украсить Вашим мнением моё издание, покорнейше прошу принять уверение моего глубокого к вам почтения и искренней признательности.

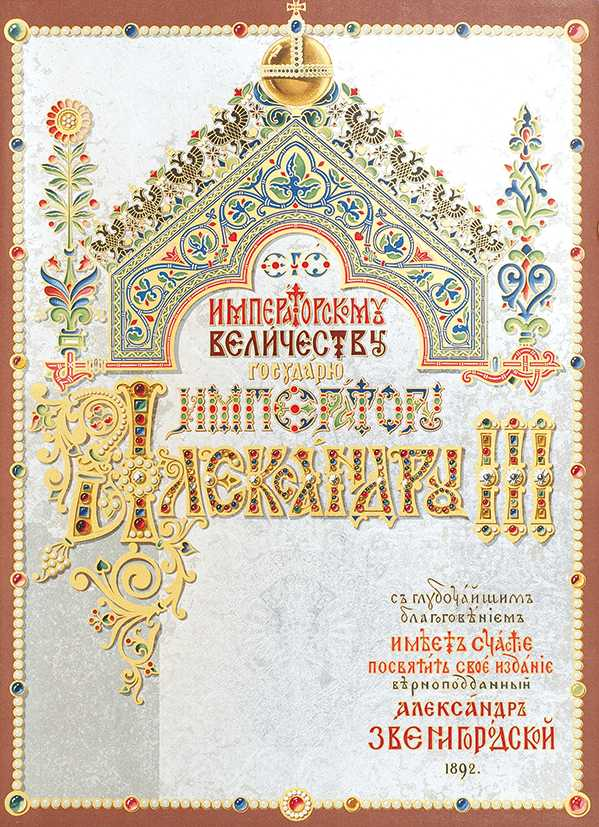
Авантитул с посвящением Александру III

Приняв предложение Звенигородского, Кондаков по его просьбе, работая над книгой, совершил два путешествия — одно по Европе, второе по Кавказу.
В 1892 году книга была выпущена на русском, французском и немецком языках по 200 нумерованных экземпляров на каждом. Перевод сочинения Кондакова на немецкий язык выполнил в Санкт-Петербурге фон Кретшманн, а на французский в Париже Ф. Травинский. Книги на русском языке печатала типография Михаила Стасюлевича в Петербурге, а издания на французском и немецком были напечатаны во Франкфурте-на-Майне в типографии Августа Остеррита. Звенигородский посвятил издание императору Александру III и поместил в книгу авантитул, оформленный Ропетом в стиле праздничного адреса самодержцу.
Предисловие к книге написал сам Звенигородский. В нём он рассказал о своей коллекции, описал приобретение для неё образцов византийской и грузинской эмали с датами покупок и именами продавцов.
Спустя четыре года после издания книги историк церковного искусства из Ахена каноник Франц Бокк тиражом 300 нумерованных экземпляров издал оформленное в стиле «Византийских эмалей» сочинение «Византийская перегородчатая эмаль из собрания др. Алекса Звенигородского и опубликованное о нём великолепное издание. Археолого-историко-искусствоведческое исследование др. Франца Бокка». Звенигородский расценил это издание как важное дополнение к своей книге, но Кондаков придерживался другого мнения.

## Оформление книги

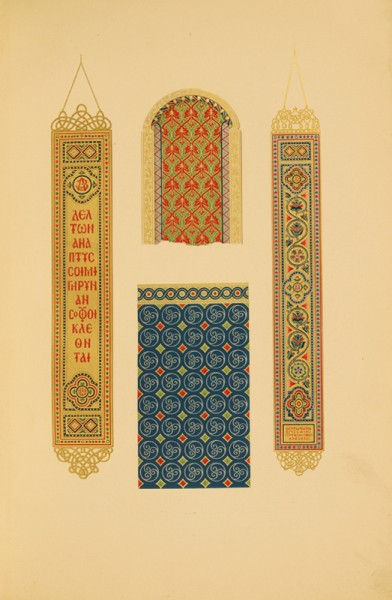
Обрез, форзац и закладка

Книга была оформлена в переплёт, выполненный на лейпцигской фабрике «Хюбель и Денк» из белой шагрени с тиснением червонным золотом по чёрному фону (несколько экземпляров были переплетены в составные переплёты с кожаным корешком и крышками в коленкоре). На передней крышке вытеснен квадрифолий, на фоне которого помещено выполненное вязью название книги в окружении декоративного орнамента. На задней крышке по орнаментальному фону золотом вытеснен герб князей Звенигородских. Толщина книжной крышки около сантиметра, на её торце помещён тиснёный растительный орнамент. Форзацы оформлены с использованием многоцветного византийского орнамента с тиснёнными золотом бордюрами. Обрез книги с трёх сторон вызолочен и вручную орнаментирован геометрическим византийским рисунком зелёного и красного цветов, а край обреза, прилегающий к крышкам переплёта, покрыт алюминиевой краской.
Книга имеет суперобложку из шёлковой парчи с золотом. Ткань для неё изготовила московская фабрика братьев Александра и Владимира Сапожниковых, и она обошлась Звенигородскому в 10 000 рублей.
К книге прилагалась закладка в виде широкой ленты из разноцветного шёлка, серебряных и золотых нитей. На ней вышит греческий текст из трагедии «Эрехтей» Еврипида: «Разверни эти говорящие листы, прославляющие мудрых».
Книга напечатана на бумаге бежеватого цвета, имитирующей пергамент. Для её печати типография Михаила Стасюлевича изготовила шрифт, имитирующий устав, которым написана старейшая из известных русских книг — Остромирово Евангелие. Этот шрифт был использован для титульного листа, заглавий, подписей к иллюстрациям, тиснения на переплёте. Основной текст книги набран елизаветинским шрифтом.
Хромолитографические иллюстрации выполнены с предметов из коллекции Звенигородского и других собраний «с натуры в красках, со всевозможной тщательностью». Двадцать восемь таблиц с изображением эмалей были исполнены по гравюрам Василия Матэ, Ивана Творожникова и других мастеров-графиков. Они были напечатаны в типографии Августа Остеррита во Франкфурте-на-Майне. Остальные художественные элементы (шмуцтитулы, концовки, чёрно-белые иллюстрации) были выполнены в Экспедиции заготовления государственных бумаг в Петербурге. В отношении хромолитографий Стасов отмечал «…в настоящем издании отпечатано золотом, отпечатано не фальшивым золотом (бронзовым порошком), как это нынче, обыкновенно, делается, а настоящим червонным золотом на листах». После издания книги все клише её рисунков были уничтожены.

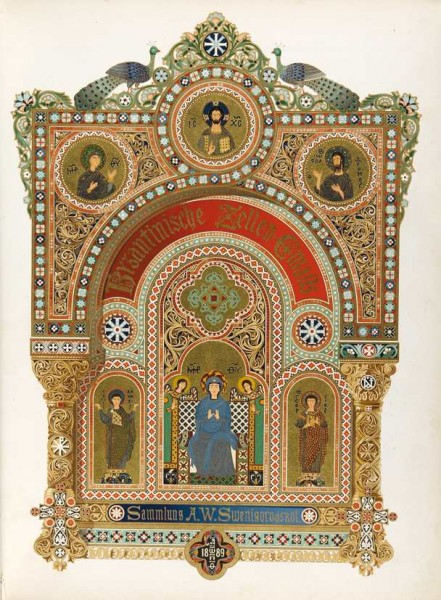
Титульный лист из экземпляра на немецком языке
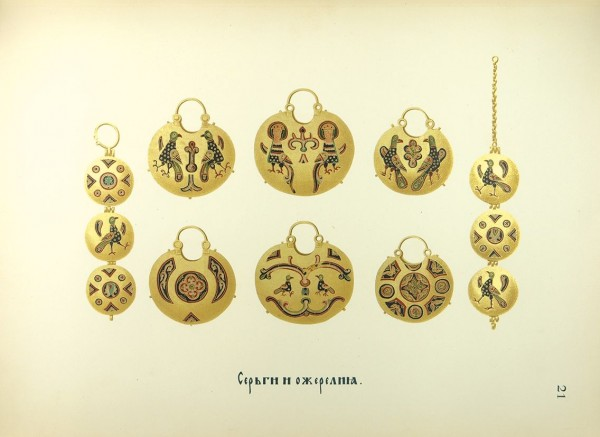
Хромолитография «Серьги и ожерелья»
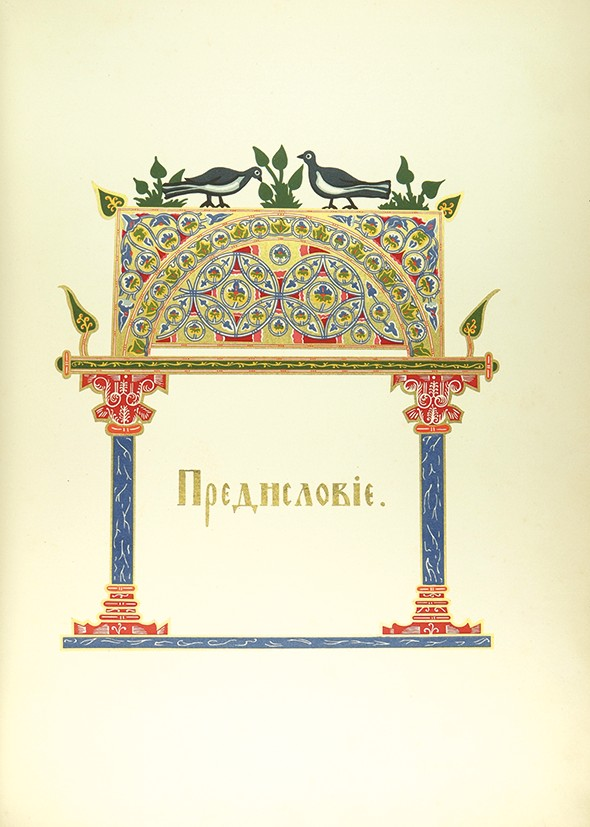
Заставка предисловия книги

После издания книги русский византинист академик Василий Васильевский охарактеризовал издание как «роскошь, соединённая с изяществом, обличающим изощрённый вкус знатока и страстного любителя, каков и есть собиратель византийских эмалей». По оценке историка искусств Егора Редина, «Византийские эмали» это «художественное произведение, в котором и содержание и форма — прекрасны и одно идёт в гармонию с другой». Искусствовед Юрий Герчук относительно оформления книги отмечает, что орнаменты в ней на современный взгляд кажутся чрезвычайно затеснёнными и «красота каждого из них едва ли не погашается своеобразием и блеском соседних», а узорчатые надписи фантастичны и едва читаются.

## Сочинение Н. П. Кондакова

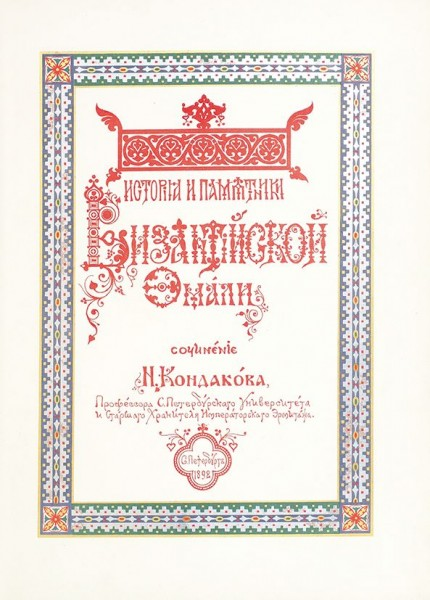
Лист перед сочинением Кондакова

В своей работе Н. П. Кондаков, как и условился с А. В. Звенигородским, уделил внимание не только византийской эмали из его собрания, но и в целом истории её производства и важнейшим памятникам.
Сочинение состоит из четырёх глав, две из которых являются введением к исследованию собрания эмалей Звенигородского. Первая глава представляет собой техническое введение в историю перегородчатой эмали и посвящено технике эмали в древнем Египте, Ассирии и Финикии, греческим, римским эмалям, эмалям кавказским, происхождению эмалевого производства в средневековой Европе, технике византийской эмали. Во второй главе Кондаков приводит обзор памятников византийской перегородчатой эмали, которые им изучены «в такой полноте, как ни в одной европейской книге, и нигде не являлись в такой поражающей массе». Среди прочего он установил новые датировки ряда памятников и их происхождение.
В третьей главе приводится исследование византийских эмалей из собрания Звенигородского, а в четвёртой — русских из его же собрания. По утверждению историка искусств Е. К. Редина, результаты изучения русских эмалей «в высшей степени поучительны для русской археологии». Главным итогом этого исследования, по мнению Кондакова, является вывод, что «древняя Русь до татарского нашествия близко знала византийские и восточные художественные производства, могла оценить их достоинства, и сама некогда владела множеством самых разнообразных произведений этого рода».
Отечественная и зарубежная наука признала это сочинение Кондакова единственным в своем роде. В. В. Стасов отмечал, что этой работой российские учёные учреждения имеют «не только право, но даже обязанность гордиться», как «одним из самых утешительных и радостнейших явлений нашего отечества за последнее время». Кондаков за своё исследование об эмалях был удостоен золотой медали Русского археологического общества.

## Распространение тиража

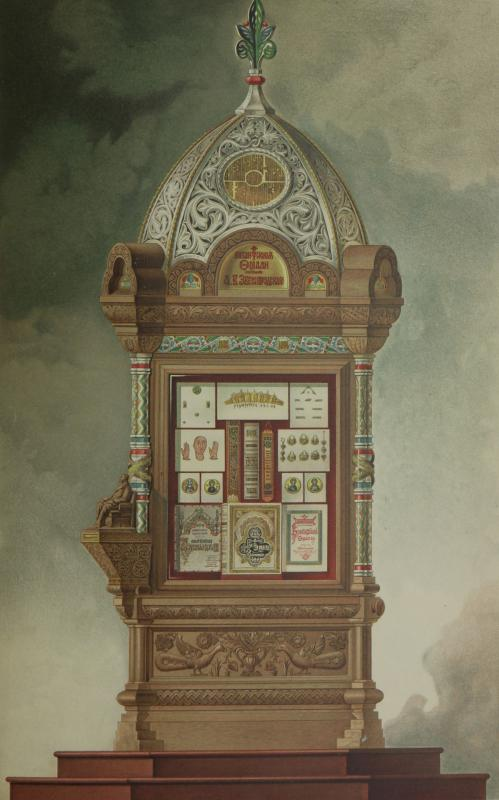
Витрина в Императорской публичной библиотеке

Издание, на которое было потрачено 120 тысяч рублей серебром, не было предназначено для продажи. Каждый нумерованный экземпляр был лично подписан А. В. Звенигородским с указанием, кому он предназначается. Все книги тиража, по словам В. В. Стасова, принесены в дар «самим издателям, библиотекам, музеям и другим научным учреждениям всей Европы, и лишь очень немногим отдельным личностям». В те экземпляры, которые предназначались по словам Звенигородского «для моих друзей и приятелей, и особенно чтимых мною людей», был вложен портрет Звенигородского работы французского портретиста и гравёра Клода-Фердинанда Гайара.
Книга была направлена в 18 стран мира, её получателями, среди прочих, стали Парижская академия наук, Национальные библиотеки в Париже и Мадриде, Королевская библиотека в Стокгольме, император Александр III, великие князья Сергей Александрович, Константин Константинович и Георгий Михайлович, король Румынии Кароль I, король Италии Умберто I, король Бельгии Леопольд II, король Швеции Оскар II, турецкий султан Абдул-Хамид II, эмир Бухары Сеид-Абдул-Ахад-хан. Отдельные экземпляры книги были подарены людям из близкого окружения Звенигородского. Те экземпляры, которые всё же смогли попасть на рынок, продавались по 1000 рублей золотом.
Для презентации книги в Императорской публичной библиотеке была установлена стилизованная витрина и бронзовая статуэтка Звенигородского, отлитая в Париже. Газеты различных стран широко освещали издание «Византийских эмалей», перечисляя августейшие фамилии, получившие её в дар. От иностранных музеев поступили самые восторженные отзывы. Так, например, Зальцбургский музей писал: «Наш музей был поражён, получив в подарок издание, которое, как внешне, так и содержанием, превосходит всё, что до сих пор появилось на свете в этом роде».
Книга «История и памятники Византийской эмали: Из собрания А. В. Звенигородского» является библиографическим раритетом и на антикварном рынке встречается редко, особенно в своём изначальном виде — в футляре, суперобложке и с шёлковой закладкой. В России особо ценятся экземпляры книги Звенигородского на русском языке. Так, в 2005 году на аукционе «Гелос» был продан экземпляр на русском языке за 4,6 млн рублей, что стало лучшим результатом букинистических торгов года, а в 2012 году на аукционе «Дом антикварной книги в Никитском» русское издание было выставлено на продажу с эстимейтом 5—6 млн рублей, но продано не было. Экземпляр на французском языке был продан в 2008 году на аукционе Сотбис за 47 тысяч долларов США, а экземпляр на немецком языке на аукционе Кристис в 2009 году — за 45 тысяч долларов США.

## Книга В. В. Стасова

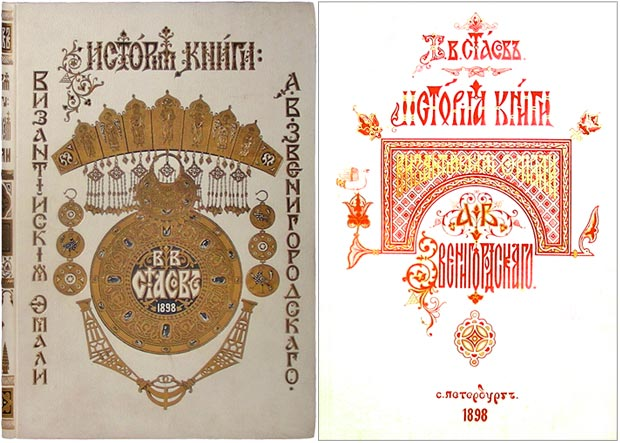
Переплёт и титульный лист

Куратор издания «Византийских эмалей» В. В. Стасов после выхода книги написал монографию «История книги „Византийские эмали“ А. В. Звенигородского». В ней он рассказывает о замысле издания, авторе, художниках, о типографиях и переплётных мастерских, создававших книгу и т. п. При этом большая часть сочинения занята отзывами тех, кто получил экземпляр издания, включая письма и рескрипты монарших особ, а также статьи из газет и журналов, посвящённые «Византийским эмалям». Работа Стасова была издана в 1898 году в петербургском «Картографическом заведении» издателя А. А. Ильина. Тираж издания был 350 нумерованных экземпляров (150 на русском и по 100 на немецком и французском языках).
Книга была оформлена в стиле «Византийских эмалей» — большой формат, шрифт Остромирова Евангелия, белый цельноколенкоровый переплёт с золотым тиснением, форзацы из синей рельефной бумаги с золотым растительным орнаментом, футляр, оклеенный бордовой бумагой, тиснённой под кожу. Титульный лист издания оформлен в русском стиле в технике хромолитографии. В конце издания на отдельных листах помещены 7 иллюстраций: с изображением витрины для выставки книги в Императорской публичной библиотеке, внешний вид издания, а также копии писем и отзывов об издании.
Монография Стасова является редкостью на антикварном книжном рынке. Так, на аукционе Кристис в 2007 году экземпляр книги был продан по цене около 20 тысяч долларов США.